# Thelma Buabeng

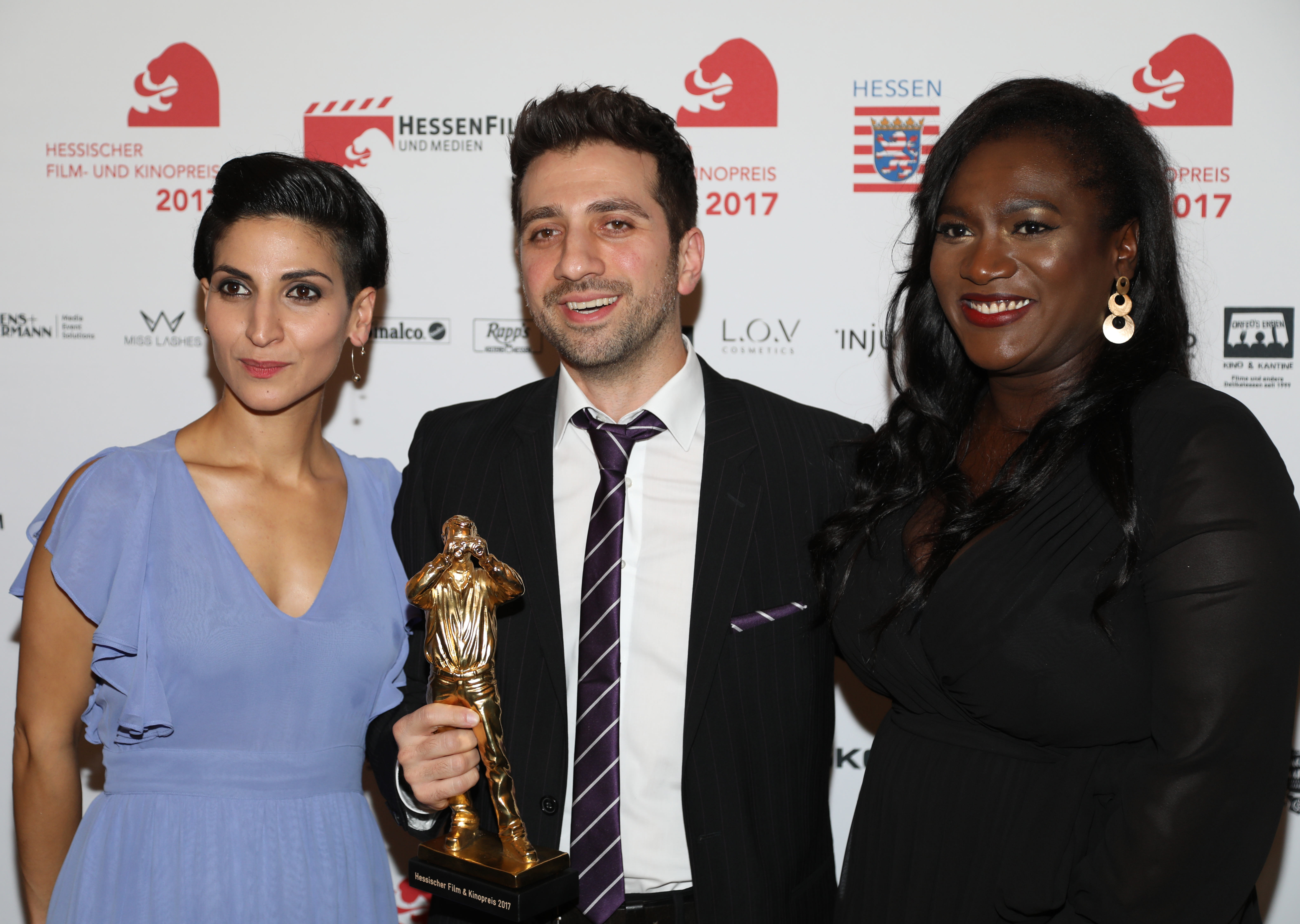
Hessischer Filmpreis 2017: Neda Rahmanian, Özgür Yildirim, Thelma Buabeng

Thelma Buabeng (* 31. März 1981 in Ghana) ist eine deutsche Schauspielerin, Comedienne und Fernsehmoderatorin.

## Leben
Thelma Buabeng wuchs mit zwei Geschwistern in Meckenheim (Rheinland) auf, wohin ihre Familie 1984 aus Ghana gezogen war. Ihr Abitur legte sie am St.-Joseph-Gymnasium in Rheinbach ab. Anschließend studierte sie Medienmarketing an der Westdeutschen Akademie für Kommunikation in Köln. Ihre Schauspielkarriere begann sie 1996 in der Theatergruppe Junge Bühne Brotfabrik in Bonn. Nachdem sie für zwei Jahre die Schauspielschule im Kölner Theater der Keller besucht hatte, zog es sie 2005 nach Berlin, wo sie 2009 ihre Schauspielausbildung an der Filmschauspielschule Berlin absolvierte.
2003 feierte Buabeng ihr Fernsehdebüt in der ARD-Serie Lindenstraße. Danach war sie unter anderem in Der Kriminalist (TV), Die Abenteuer des Huck Finn (Kino) sowie mehrfach im Tatort zu sehen. Außerdem spielte sie unter anderem in dem ZDF-Mehrteiler Das Adlon. Eine Familiensaga (TV), bestefreunde, Tod den Hippies!! Es lebe der Punk (Kino) und Heil (Kino) mit. 2009 startete Buabeng zusätzlich zu ihrer Schauspielkarriere ihr eigenes Comedy-Projekt 3 Sistas. 2016 begann sie mit Tell Me Nothing from the Horse auf YouTube ein weiteres Comedy-Projekt.
Daneben war sie auf diversen Theaterbühnen zu sehen, unter anderem 2014 in Die Schutzbefohlenen am Thalia Theater in Hamburg, 2016 in Meteoriten am Maxim Gorki Theater in Berlin, 2017 in Faust, Volksbühne am Rosa-Luxemburg-Platz, und Frank Castorfs Les Miserables am Berliner Ensemble. Beim SWR ist Buabeng neben Hadnet Tesfai und Tasha Kimberly Gastgeberin der Talkshow Five Souls. 2024 übernahm sie zudem in der Kinderhörspiel-Serie Die Mumins nach dem Klassiker von Tove Jansson die Rolle der Professorin.

## Filmografie (Auswahl)
- 2003: Lindenstraße (4 Folgen, Regie: Kerstin Krause)
- 2006: Berlin Bohème (8 Folgen)
- 2010: Wenn Bäume Puppen tragen (Kurzfilm Regie: Ismail Sahin)
- 2011: Der Kriminalist – Unter Druck (Regie: Hannu Salonen)
- 2012: Tatort – Ihr Kinderlein kommet (Regie: Thomas Jauch)
- 2012: Die Abenteuer des Huck Finn (Regie: Hermine Huntgeburth)
- 2013: Das Adlon. Eine Familiensaga (Regie: Uli Edel)
- 2014: Ein Sommer in Amsterdam (Regie: Karola Meeder)
- 2015: Dora oder die sexuellen Neurosen unserer Eltern (Regie: Stina Werenfels)
- 2014: bestefreunde (Regie: Jonas Grosch)
- 2014: ... und dann kam Wanda (Regie: Holger Haase)
- 2015: Tatort – Verbrannt (Regie: Thomas Stuber)
- 2015: Tod den Hippies!! Es lebe der Punk (Regie: Oskar Roehler)
- 2015: Heil (Regie: Dietrich Brüggemann)
- 2015: Kommissarin Heller – Schattenriss (Regie: Christiane Balthasar)
- 2016: Dating Alarm (Regie: Holger Haase)
- 2016: Tatort – Narben (Regie: Torsten C. Fischer)
- 2016: Nachtschicht – Ladies First (Regie: Lars Becker)
- 2017: Jerks. – Hindenburg (Regie: Christian Ulmen)
- 2017: Am Ruder (Regie: Stephan Wagner)
- 2017: Unter deutschen Betten (Regie: Jan Fehse)
- 2017: Hit Mom – Mörderische Weihnachten (Regie: Sebastian Marka)
- 2018: Echte Bauern singen besser
- 2018: Extraklasse
- 2019: Ein himmlisch fauler Engel (Fernsehfilm)
- 2020: Wahrheit oder Lüge (Regie: Lars Becker)
- 2020: Berlin Alexanderplatz (Regie: Burhan Qurbani)
- 2020: Freaks – Du bist eine von uns
- 2020: Toubab
- 2020–2024: Löwenzahn (6 Folgen)
- seit 2020: Käthe und ich (7 Folgen)
  - 2020: Zurück ins Leben
  - 2020: Papakind
  - 2021: Im Schatten des Vaters
  - 2021: Das Adoptivkind
  - 2023: Freundinnen für immer
  - 2023: Verbotene Liebe
  - 2024: Der kleine Ritter
- 2021: Borga
- 2021: Klara Sonntag – Kleine Fische, große Fische
- 2021: Immer der Nase nach
- 2021: Ausgebremst (3 Folgen)
- 2022: Lauchhammer – Tod in der Lausitz (Fernsehserie, 6 Folgen)
- 2022: Bettys Diagnose: Ein Versprechen
- 2022: Klara Sonntag – Liebe macht blind
- 2022: Wunderschön
- 2022: Beule – Zerlegt die Welt
- 2023: Clashing Differences
- 2023: Klara Sonntag – Erste Liebe
- 2023: Meine Freundin Volker
- 2023: Die Ausstattung der Welt
- 2024: Die Polizistin und die Sprache des Todes (Fernsehfilm)
- 2024: Blindgänger
- 2025: Sie glauben an Engel, Herr Drowak?